# Marga wolooczna
Marga wolooczna (Quedius boops) – gatunek chrząszcza z rodziny kusakowatych i podrodziny kusaków. Zamieszkuje palearktyczną Eurazję i Grenlandię.

## Taksonomia
Gatunek ten opisany został po raz pierwszy w 1802 roku przez Johanna L.C.C. Gravenhorsta pod nazwą Staphylinus boops. Lokalizację typową przypuszczalnie stanowi Brunszwik. W 1833 roku przeniesiony został przez Jamesa Francisa Stephensa do rodzaju Raphirus.
Do gatunku tego zalicza się dwa podgatunki:
- Quedius boops boops (Gravenhorst, 1802)
- Quedius boops islandicus Fagel, 1960

Ten drugi opisany został w 1960 roku przez Gastona Fagela na łamach „Bulletin & annales de la Société royale d'entomologie de Belgique”. Jako lokalizację typową wskazano Reynivellir na Islandii. Od tej ostatniej pochodzi nadany epitet.

## Morfologia
Chrząszcz o wydłużonym ciele długości od 4 do 5,2 mm. Głowa jest okrągława, smolistobrunatna ze słabym połyskiem metalicznym oraz z brunatnożółtymi czułkami i głaszczkami. Czułki mają człon pierwszy krótszy niż dwa następne razem wzięte, człon trzeci nie dłuższy niż drugi, a człon przedostatni tak szeroki jak długi. Oczy są duże, mocno uwypuklone. Przedplecze jest wypukłe, nieco szersze od głowy, słabiej zwężone ku przodowi niż u Q. nitipennis, smolistobrunatne, rzadziej czerwonawobrunatne, słabo połyskujące metalicznie. Na powierzchni tarczki obecne jest punktowanie. Pokrywy są nie krótsze od przedplecza, ku tyłowi nierozszerzone, brunatno ubarwione, trochę jaśniejsze od głowy i przedplecza. Odnóża są brunatnożółte z goleniami tylnej, a czasem także środkowej pary na wewnętrznych brzegach czarnymi z metalicznym połyskiem. Odwłok jest smolistobrunatny. Na przedzie trzech pierwszych tergitów odwłoka nie występują szarobrunatne plamki.

## Ekologia i występowanie
Owad rozmieszczony od nizin po niskie położenia górskie. Zasiedla wilgotne łąki, torfowiska, wrzosowiska, zarośnięte wydmy, bory sosnowe i młodniki sosnowe. Bytuje w suchej i wilgotnej ściółce, wśród mchów, pod krzewinkami i w gnijącej materii roślinnej.
Gatunek holarktyczny. Podgatunek Q. b. islandicus jest endemitem Islandii. Podgatunek nominatywny w Palearktyce znany jest z Wysp Owczych, Irlandii, Wielkiej Brytanii, Portugalii, Hiszpanii, Francji, Belgii, Holandii, Niemiec, Szwajcarii, Austrii, Włoch, Danii, Szwecji, Norwegii, Finlandii, Estonii, Łotwy, Litwy, Polski, Czech, Słowacji, Węgier, Ukrainy, Rumunii, Bułgarii, Słowenii, Chorwacji, Bośni i Hercegowiny, Serbii, Czarnogóry, Grecji, Cypru, Turcji, europejskiej i syberyjskiej części Rosji, Japonii, Algierii i Tunezji, w Nearktyce zaś wykazano go z Grenlandii.